# Vojkovce
Vojkovce este o comună slovacă, aflată în districtul Spišská Nová Ves din regiunea Košice. Localitatea se află la altitudinea de 540 m deasupra n.m., se întinde pe o suprafață de 7,51 km2 și în 2017 număra 424 de locuitori.

## Istoric
Localitatea Vojkovce este atestată documentar din 1300.

## Demografie
| An:                | 1994 | 2004   | 2014   | 2024   |
| ------------------ | ---- | ------ | ------ | ------ |
| Număr de persoane: | 446  | 445    | 425    | 407    |
| Diferență:         |      | −0,22% | −4,49% | −4,23% |

| An:                | 2023 | 2024 |
| ------------------ | ---- | ---- |
| Număr de persoane: | 407  | 407  |
| Diferență:         |      | +0%  |